# Intergénero

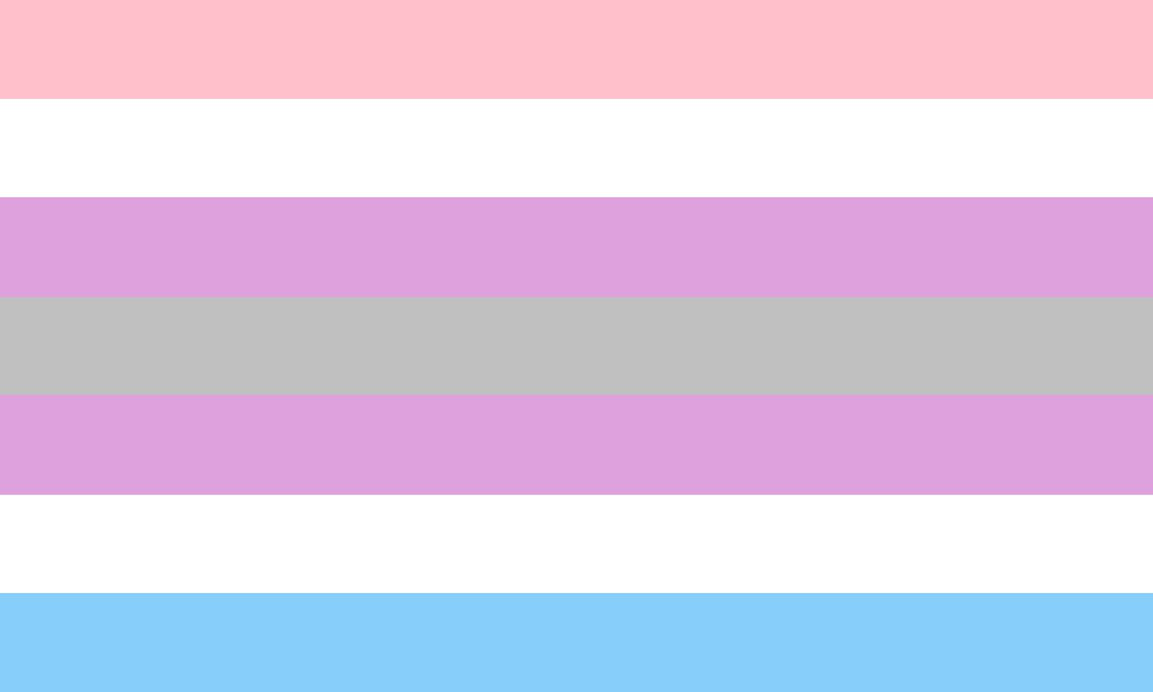
Bandera intergénero

Intergénero denota una identidad de género no binaria de personas intersexuales que identifican su variación intersexual como entrelazada con su experiencia de género. Otra definición, también utilizada para definir intergénero, es la de un género en un punto intermedio entre los géneros masculino y femenino, que incluye tanto a las personas intersexo como endosexo.
El mismo término también puede usarse en el contexto deportivo, entre otros contextos, para connotar algo que se practica entre diferentes géneros o sexos.

## Historia
Intergénero es un estado de género entre los extremos polares del hombre y la mujer. Intergénero *no* se identifica principalmente como mujer o hombre. Esto equivale a un rechazo total del sistema binario de género y declara que hay más que solo hombres o mujeres. Todo se reduce a decir que hay tantos estados de género válidos como personas. Algunos pueden sentir fuertes (o débiles) cualidades masculinas y femeninas al mismo tiempo. Algunos pueden no verse a sí mismos en el espectro de género, describiendo lo que equivale a un estado de género nulo.
En 2014, apareció una acuñación independiente en Tumblr, con la definición de género medio, un centrigénero de hombre y mujer, pero solo para uso de personas intersexos. Debido a que actualmente existen términos para describir dicha identificación de género, como bigénero y andrógino, que incluyen tanto endosexual como intersexual, la intergénero terminó siendo una identidad exclusivamente intersexual. El término intergénero no expresa necesariamente una no binaridad inherente desde entonces, ya que puede expresar cómo la intersexualidad puede influir en la percepción de la propia experiencia de género en la experiencia individual de la persona intersexual.